# Pater familias (film)
Pater familias è un film del 2003, diretto da Francesco Patierno.
Il soggetto è tratto dal romanzo omonimo di Massimo Cacciapuoti.

## Trama
Il trentenne Matteo torna dopo molti anni a Casoria, sua città di origine nel napoletano, per il funerale del padre e per riscattare il suo passato e i drammi dei suoi amici. Tra questi Antimo, ucciso dai carabinieri nel corso di una rapina; Anna, la sua ex fidanzata violentata dal fratello; Geggé, suicidatosi dopo che il padre gli aveva sottratto i risparmi; Rosa, vittima del marito violento.

## Distribuzione
Presentato in anteprima al Festival di Berlino 2003.